# Дніпро (моторвагонне депо)
Дніпровське моторвагонне депо (РПЧ-1 Дніпропетровськ, до 2015 року — відокремлений структурний підрозділ «Дніпропетровське моторвагонне депо» державного підприємства «Придніпровська залізниця») — підприємство залізничного транспорту, розташоване на території Дніпровської дирекції залізничних перевезень.
Підпорядковується службі приміських пасажирських перевезень Придніпровської залізниці.
Забезпечує обслуговування пасажирів у приміському сполученні, а також поточне утримання та різні види ремонту моторвагонного рухомого складу.
Розташоване на станції Дніпро-Головний.

## Історія
Підприємство засноване 2008 року при реструктуризації локомотивного депо Дніпропетровськ (ТЧ-8).

## Рухомий склад
- Електропоїзди ЕР1, ЕР2, ЕР2Т, ЕПЛ2Т